# Gurmençon
Gurmençon è un comune francese di 828 abitanti situato nel dipartimento dei Pirenei Atlantici nella regione della Nuova Aquitania.
Il territorio comunale è attraversato dalla gave d'Aspe, affluente della gave d'Oloron.

## Comuni limitrofi
- Bidos a nord
- Oloron-Sainte-Marie ad est
- Agnos ad ovest
- Eysus a sud-est
- Asasp-Arros a sud-ovest

## Società

### Evoluzione demografica
Abitanti censiti